# International UFO Museum and Research Center
Pour les articles homonymes, voir Roswell et UFO.
Roswell UFO Museum ou International UFO Museum and Research Center de Roswell, au Nouveau-Mexique aux États-Unis, est un musée international humoristique d'ufologie de 1992, dédié en particulier à l'affaire de Roswell de 1947, et plus généralement aux témoignages internationaux de vie extraterrestre.

## Histoire
Ce musée international est inauguré en 1992, dans un ancien cinéma des années 1930, à proximité de l'ancienne Walker Air Force Base de US Air Force de Roswell, par Walter Haut, et Glenn Dennis (en), entrepreneur de pompes funèbres de Roswell, et prétendu témoin de l'affaire de Roswell de 1947,.

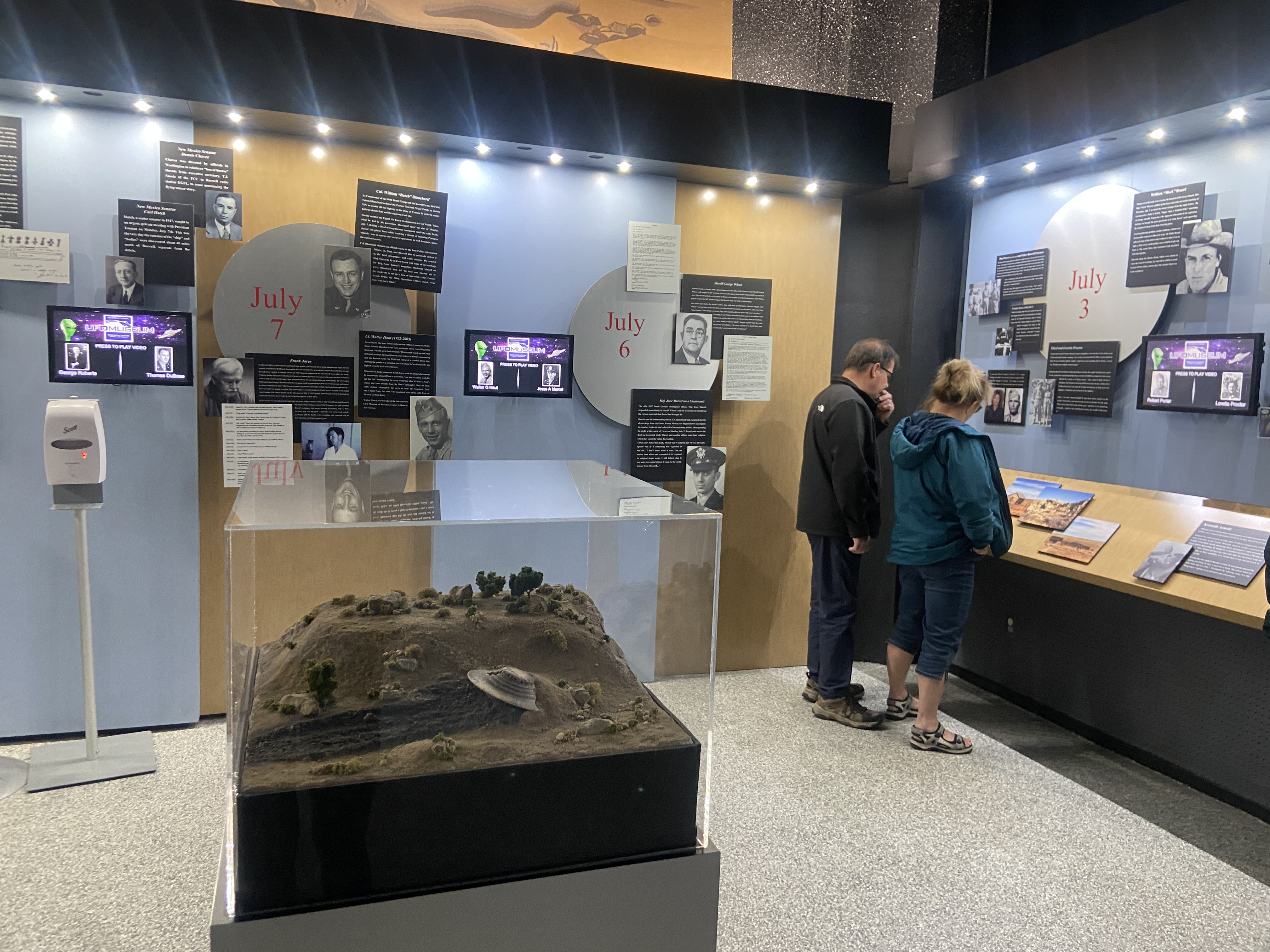
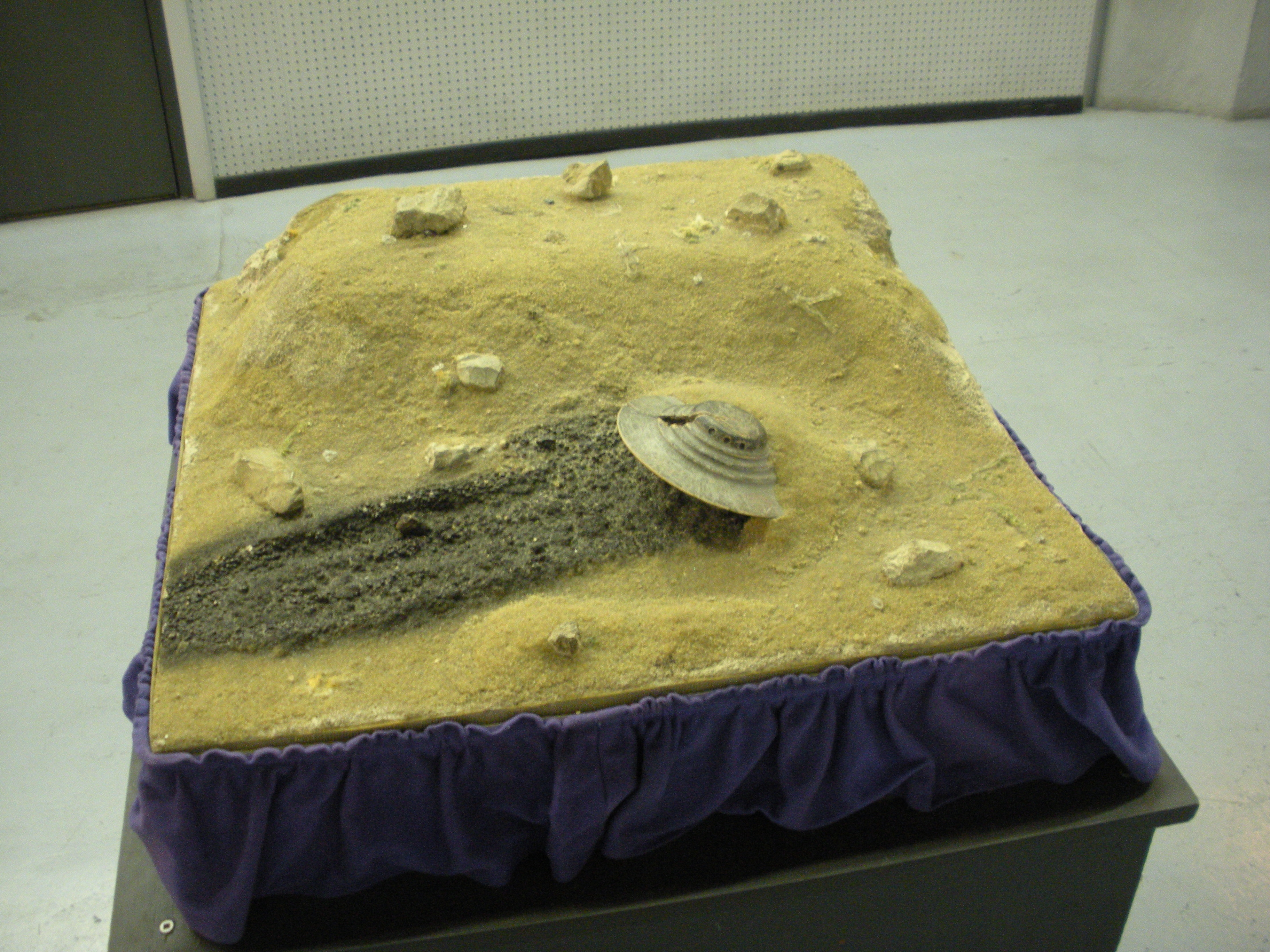
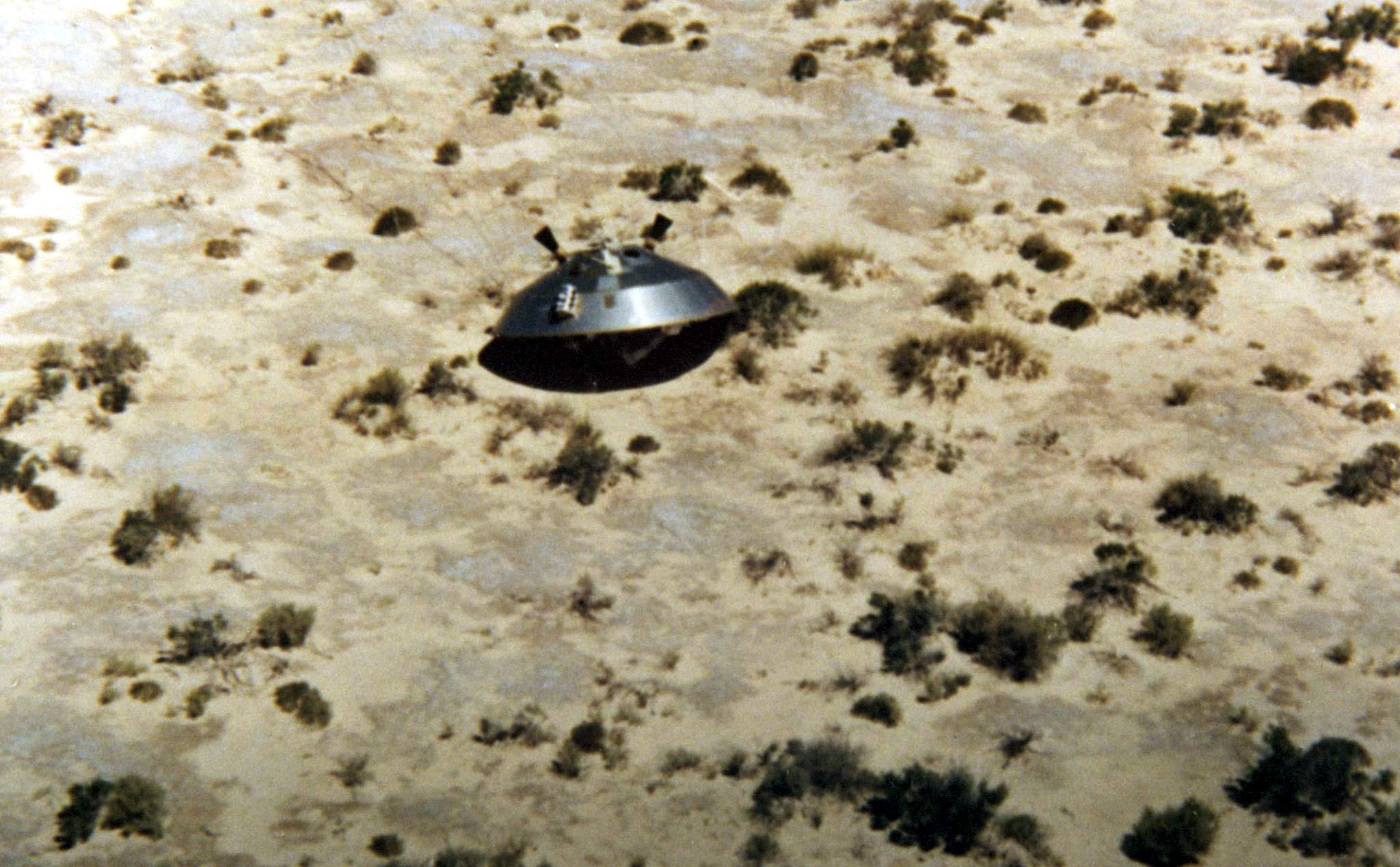
Sonde spatiale du programme Viking, de Roswell (1972).

Il est dédié en particulier à l'affaire de Roswell, et également, entre autres, aux Zone 51, récits d'enlèvement par des extraterrestres, cercle de culture, théorie des anciens astronautes, et très nombreux canulars d'ovnis internationaux…

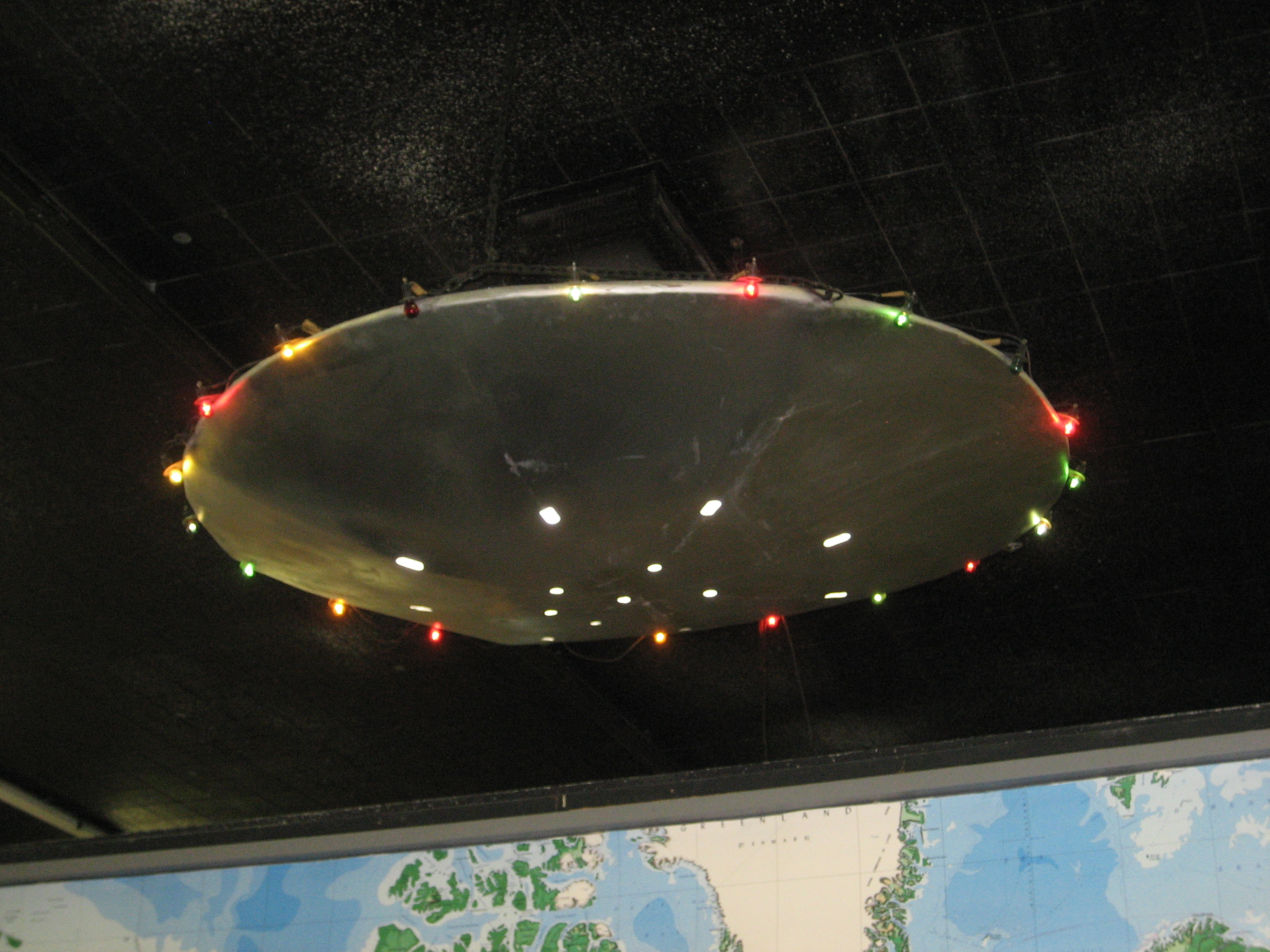
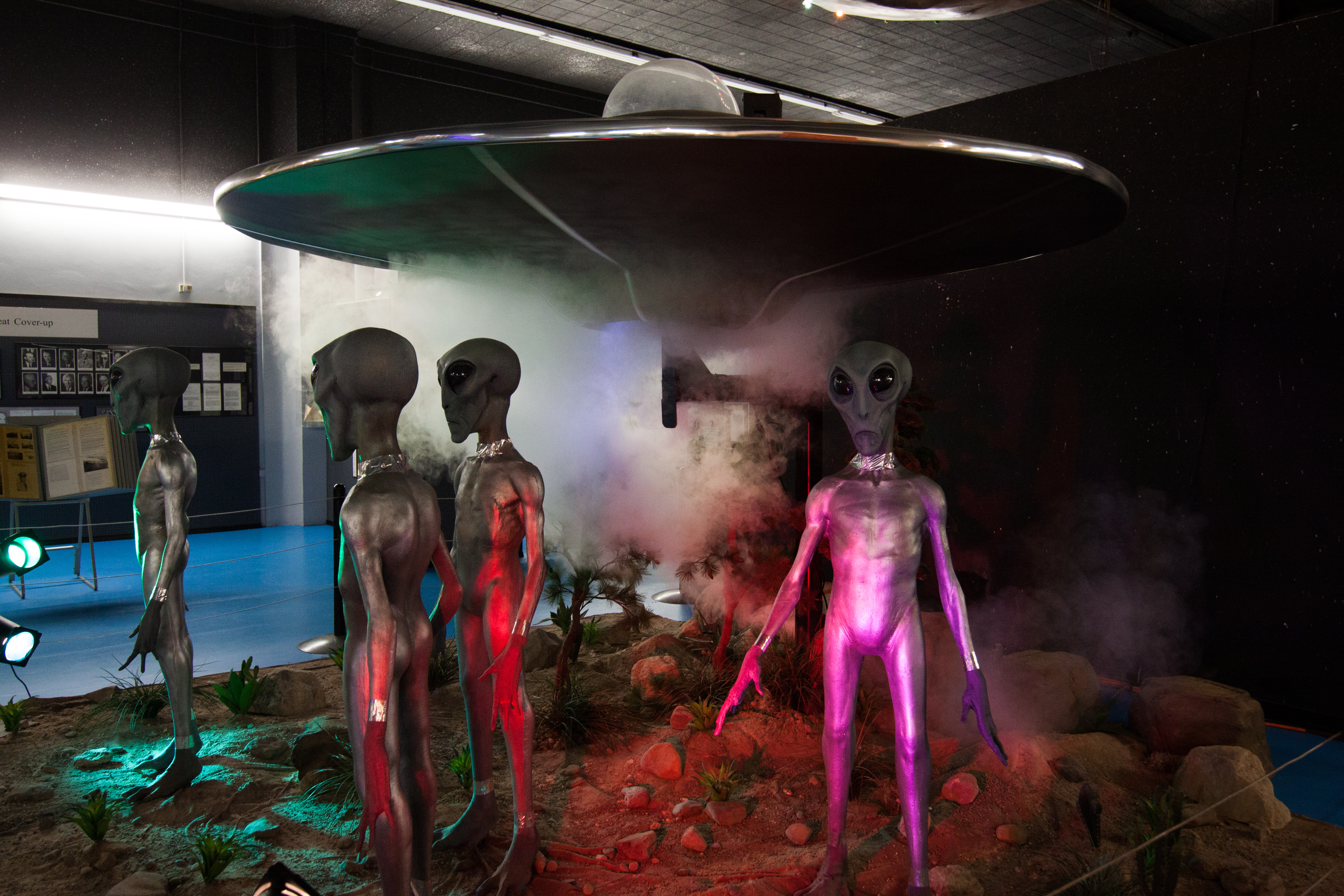
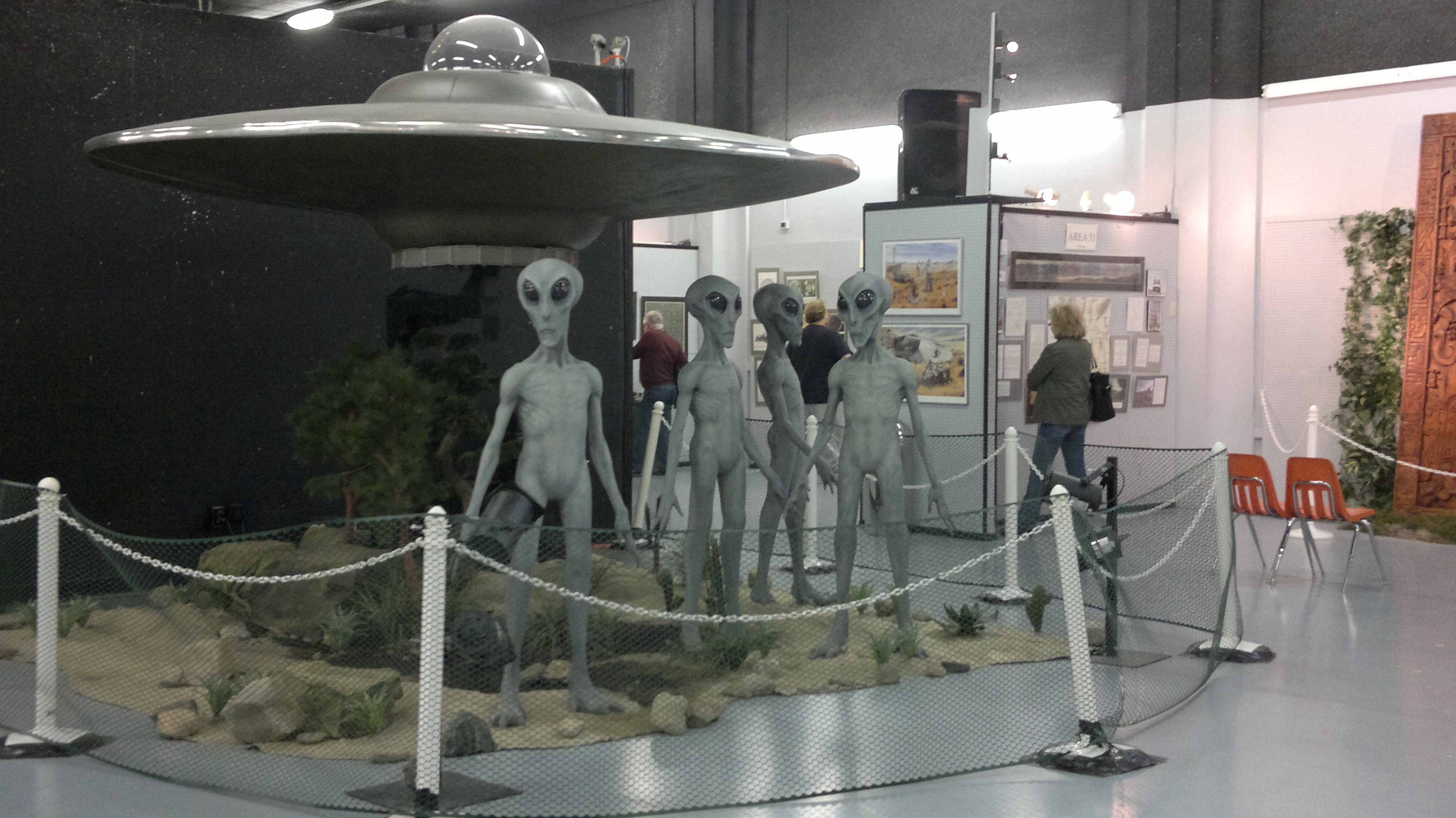

Le musée expose des reconstitutions grandeurs natures animées humoristiques d'ovnis et d'extraterrestres, ainsi que de nombreux objets, documents, photographies, vidéos, maquettes… Il collecte et archive également des documents d'informations liés à des phénomènes internationaux d'ufologie, avec salle de conférence, bibliothèque (de plus de 7 000 livres et plus de 30 000 magazines, périodiques, brochures), et boutique de souvenirs.

## Evènements locaux
- Festival annuel des ovnis de Roswell, capitale mondiale des OVNI[8] (Roswell UFO Festival)[9].